# ATP Challenger Tour Finals
Les ATP Challenger Tour Finals sont un tournoi de tennis qui se joue en fin d'année et qui regroupe les sept joueurs ayant réussi les meilleures performances sur le circuit Challenger en simple durant l'année, plus un joueur local invité.
Il a été organisé de 2011 à 2015 à São Paulo.
Les deux premières éditions ont été jouées sur dur en salle au Ginásio Estadual Geraldo José de Almeida. La troisième s'est jouée sur terre battue à l'extérieur à la Sociedade Harmonia. L'édition 2014 est organisée par l'Esporte Clube Pinheiros (pt) et s'est jouée sur terre battue en salle.
Comme les Masters de tennis masculin, son équivalent pour le circuit ATP World Tour, le tournoi se dispute dans un premier temps en deux poules de quatre joueurs qui s'affrontent chacun l'un contre l'autre. Ensuite, les deux meilleurs joueurs de chaque poule sont qualifiés pour les demi-finales.
Le tournoi distribue au vainqueur jusqu'à 125 points pour le classement ATP. Afin d'attirer les meilleurs joueurs évoluant sur le circuit Challenger, les dotations offertes sont particulièrement élevées. Ainsi, Íñigo Cervantes, seul joueur à être resté invaincu, a reçu 91 120$ en 2015, soit autant que le vainqueur d'un tournoi ATP 250.
Un tournoi similaire s'est déroulé à Porto Alegre et Rio de Janeiro entre 1997 et 2001. Nommé Gran Copa Ericsson, il consistait en la phase finale de la tournée Copa Ericsson qui rassemblait six ou sept tournois disputés en Amérique latine entre les mois de septembre et novembre (à San Juan, Caracas, Santiago, Guayaquil, São Paulo, Montevideo, Buenos Aires, Lima, Guadalajara, Rio de Janeiro et San José). Cette série de tournois est supervisée par la société Altenis de Miguel Nido et dirigé par l'ancien joueur Diego Pérez. La finale, ne comptant pas pour le classement ATP, est déplacée à Rio en 2000 sur des courts en dur. La dernière édition est organisée dans le format classique à 32 joueurs. La tournée n'est pas reconduite en 2002 pour des raisons financières, le principal sponsor ayant notamment refusé de renouveler son contrat.

## Primes et points
| Tour                             | Prime    | Points |
| -------------------------------- | -------- | ------ |
| Cumul pour le vainqueur invaincu | 91 200 $ | 125    |
| Pour la victoire en finale       | 45 000 $ | + 50   |
| Pour la victoire en demi-finale  | 21 000 $ | + 30   |
| Pour chaque match de poule gagné | 6 300 $  | + 15   |
| Pour chaque participant          | 6 300 $  | –      |

## Palmarès

### Gran Copa Ericsson
| Date       | Nom et lieu du tournoi             | ($)     | Surface      | Vainqueur         | Finaliste         | Score                     |
| ---------- | ---------------------------------- | ------- | ------------ | ----------------- | ----------------- | ------------------------- |
| 01/12/1997 | Gran Copa Ericsson, Porto Alegre   | 200 000 | Terre (ext.) | Franco Squillari  | Fernando Meligeni | 6-1, 7-5, 3-6, 6-3        |
| 07/12/1998 | Gran Copa Ericsson, Porto Alegre   | 100 000 | Terre (ext.) | Younès El Aynaoui | Jim Courier       | 3-6, 7-5, 64-7, 6-2, 7-66 |
| 06/12/1999 | Gran Copa Ericsson, Porto Alegre   | 200 000 | Terre (ext.) | Franco Squillari  | Francisco Costa   | 6-2, 6-3, 6-2             |
| 11/12/2000 | Gran Copa Ericsson, Rio de Janeiro | 100 000 | Dur (ext.)   | Alexandre Simoni  | Karim Alami       | 6-3, 6-2                  |
| 03/12/2001 | Gran Copa Ericsson, Rio de Janeiro | 100 000 | Dur (ext.)   | Kristian Pless    | Ricardo Mello     | 6-1, 6-1                  |

### ATP Challenger Tour Finals
| Date       | Nom et lieu du tournoi                | ($)     | Surface      | Vainqueur           | Finaliste               | Score           | Tableau  |
| ---------- | ------------------------------------- | ------- | ------------ | ------------------- | ----------------------- | --------------- | -------- |
| 14/11/2011 | ATP Challenger Tour Finals, São Paulo | 220 000 | Dur (int.)   | Cedrik-Marcel Stebe | Dudi Sela               | 6-2, 6-4        | Parcours |
| 27/11/2012 | ATP Challenger Tour Finals, São Paulo | 220 000 | Dur (int.)   | Guido Pella         | Adrian Ungur            | 6-3, 64-7, 7-64 | Parcours |
| 11/11/2013 | ATP Challenger Tour Finals, São Paulo | 220 000 | Terre (ext.) | Filippo Volandri    | Alejandro González      | 4-6, 6-4, 6-2   | Parcours |
| 19/11/2014 | ATP Challenger Tour Finals, São Paulo | 220 000 | Terre (int.) | Diego Schwartzman   | Guilherme Clezar        | 6-2, 6-3        | Parcours |
| 25/11/2015 | ATP Challenger Tour Finals, São Paulo | 220 000 | Terre (int.) | Íñigo Cervantes     | Daniel Muñoz de la Nava | 6-2, 3-6, 7-64  | Parcours |